# Dracaena concinna
Dracaena concinna Kunth, 1850 è una pianta della famiglia delle Asparagaceae, endemica di Mauritius, ove è nota con l'appellativo di bois de chandelle.

## Conservazione
La Lista rossa IUCN classifica Dracaena concinna come specie in pericolo di estinzione (Endangered).